# Diplotaxis caelestis
Diplotaxis caelestis är en skalbaggsart som beskrevs av Juan A. Delgado och Capistran 1993. Diplotaxis caelestis ingår i släktet Diplotaxis och familjen Melolonthidae. Inga underarter finns listade i Catalogue of Life.